# Jimmy Castro
Jimmy Castro Vioque (Madrid, 20 de octubre de 1987) es un presentador de televisión y actor español de ascendencia nigeriana.

## Biografía
Jimmy Castro Vioque nació el 20 de octubre de 1987 en Madrid.
Es padre de una hija junto a Cristina Arias Díaz, actriz leonesa de la Compañía Nacional de Teatro Clásico.

## Trayectoria
Comenzó su carrera profesional a temprana edad como presentador de programas infantiles para el Club Disney (2000-2002) y Zon@ Disney (2002-2007).
Compaginó la faceta de presentador con la de actor en la serie Canguros, a lo que seguiría el trabajo en la serie Hermanas junto a Pilar Bardem, Ángela Molina, Chus Lampreave, Anabel Alonso, Jorge Bosch y Yohana Cobo, entre otros. Participó en la serie El Super, donde interpretó al personaje de Emerson.
Estudió interpretación en Madrid en el Laboratorio de William Layton, continuando su formación en el estudio de Bob McAndrew en Nueva York. Ha trabajado en ficciones españolas como Los hombres de Paco, La fuga, Hospital Central, El comisario y Aída, entre otras.
Ha participado en películas como No digas nada de Felipe Jiménez Luna, ganadora del premio del público en la sección ZonaZine de la "X edición del Festival de Málaga", Where the Road Runs Out de Rudolf Buitendach, “Smoking Club 129 Normas” de Alberto Utrera, El Increíble finde menguante de Jon Mikel Caballero, Lo nunca visto de Marina Serezesky, The Man who killed Don Quixote de Terry Gilliam.
En el año 2013 se estrenó como director, dirigiendo y escribiendo el cortometraje ¿Y por qué no?. Debutó en teatro protagonizando la adaptación de la obra Been so long, de Ché Walker en el 2011. En 2015 formó parte del elenco de La Ola, obra de teatro de Ignacio García May dirigida por Marc Montserrat para el CDN. Ha trabajado en la Compañía Nacional de Teatro Clásico en montajes como Pedro de Urdemalas de Miguel de Cervantes, “La dama boba” de Lope de Vega y “El Banquete” con textos de Shakespeare, Moliere y Calderón de la Barca, entre otros.
Durante 2019 representó Mrs. Dalloway, dirigido por Carme Portaceli, en el Teatro Español, y se incorporó a la serie Allí Abajo interpretando al médico Tomy Ochoa.
En 2020 participó en la película de Esteban Crespo BlackBeach. Desde el mismo año interpreta a Carlos Okoye en la serie Servir y proteger.

## Programas de televisión
| Programa                             | Año       |
| ------------------------------------ | --------- |
| Club Disney                          | 200-2002  |
| Zona Disney                          | 2002-2007 |
| Shalakabula                          | 2006      |
| El intermedio: International Edition | 2013      |
| Los Remakers                         | 2018      |
| Pasapalabra                          | 2021      |

## Series de televisión
| Año         | Serie                               | Personaje           | Cadena    |
| ----------- | ----------------------------------- | ------------------- | --------- |
| 1996        | Canguros                            | Niño                | Antena 3  |
| 1998        | Hermanas                            | Hakim               | Telecinco |
| 2004        | Hospital Central                    | Orlando             | Telecinco |
| 2005 - 2007 | El comisario                        | Dantanta / Humberto | Telecinco |
| 2006        | Divinos                             | Jacobo              | Antena 3  |
| 2007        | Como el perro y el gato             |                     | TVE       |
| 2005        | Aída                                | DobleK              | Telecinco |
| 2008        | Dos de Mayo: Libertad de una nación |                     | FORTA     |
| 2009        | Los hombres de Paco                 | Nelson Amadú        | Antena 3  |
| 2011        | Alakrana                            | Farah               | Telecinco |
| 2012        | La fuga                             | Ander Echegui       | Telecinco |
| 2017        | Still Star-Crossed                  | Royal Guard         |           |
| 2019        | Allí abajo                          | Tommy Ochoa         | Antena 3  |
| 2019        | Terror y feria                      |                     | Flooxer   |
| 2020        | Valeria                             | Amigo de Adrián     | Netflix   |
| 2020 - 2023 | Servir y proteger                   | Carlos Okoye        | La 1      |
| 2023        | Un cuento perfecto                  | Iván                | Netflix   |

## Cine
| Película                       | Personaje        | Director            | Año  |
| ------------------------------ | ---------------- | ------------------- | ---- |
| No digas nada                  | Mario            | Felipe Jiménez Luna | 2006 |
| Where the Road Runs Out        | Taxista          | Rudolf Buitenchad   | 2012 |
| Smoking Club (129 normas)      | Danny            | Alberto Utrera      | 2017 |
| The man who killed Don Quixote | Toby´s Cameraman | Terry Gilliam       | 2018 |
| El increíble finde menguante   | Mark             | Jon Mikel Caballero | 2019 |
| Lo nunca visto                 | Calulu           | Marina Serezesky    | 2019 |
| Black Beach                    | Calixto          | Esteban Crespo      | 2020 |

## Teatro
| Obra                                                        | Autor                                             | Año  |
| ----------------------------------------------------------- | ------------------------------------------------- | ---- |
| Been so long. Dirigida por Juan Codina.                     | Ché Walker                                        | 2011 |
| Asesinos. Dirigida por Chos.                                | Álvaro Tato                                       | 2012 |
| Pollo y conejo. Dirigida por Nacho López.                   | Nacho López                                       | 2013 |
| Un cuento de invierno. Dirigida por Carlos Martínez-Abarca  | William Shakespeare                               | 2014 |
| La Ola. Dirigida por Marc Montserrat.                       | Ignacio García May                                | 2015 |
| Préstame tus palabras. JCNTC. Dirigida por Álex Ruiz Pastor | Calderón de la Barca / Lope de Vega               | 2016 |
| Pedro de Urdemalas. Dirigida por Denis Rafter               | Miguel de Cervantes                               | 2016 |
| La Dama Boba. Dirigida por Alfredo Sanzol                   | Lope de Vega                                      | 2017 |
| El Banquete. Dirigida por Helena Pimenta y Catherine Marnas | Varios                                            | 2018 |
| Mrs.Dalloway. Dirigida por Carme Portaceli                  | Carme Portaceli / Michael De Cock / Anna M.Ricart | 2019 |

## Autor
- La cena burguesa. Obra de teatro. 2012.
- ¿Y por qué no?. Cortometraje. 2013.

## Director
- ¿Y por qué no?. Cortometraje. 2013.